# Qualifications des épreuves de baseball aux Jeux olympiques d'été de 2020
Cet article détaille la phase de qualification pour le baseball aux Jeux olympiques d'été de 2020.
Seulement six équipes vont se qualifier pour le tournoi de baseball olympique. Le Japon, en tant que pays hôte, est automatiquement qualifié. Deux équipes se qualifient grâce au WBSC Premier 12 2019 : la meilleure équipe des Amériques et la meilleure équipe d'Asie ou d'Océanie. Une autre équipe américaine se qualifie lors d'un tournoi continental des Amériques. Une place est réservée à une équipe européenne ou africaine via un tournoi continental combiné. La dernière place est décernée dans un tournoi mondial de qualification.

## Qualifiés
| Compétition                  | Date                     | Lieu                     | Places | Qualifiés              |
| ---------------------------- | ------------------------ | ------------------------ | ------ | ---------------------- |
| Pays hôte                    | 3 août 2016              | -                        | 1      | Japon                  |
| WBSC Premier 12              | \| 2-17 novembre 2019 \| | Japon / Australie        | 2      | Mexique Corée du Sud   |
| Qualification Afrique/Europe | 18-22 septembre 2019     | Parme et Bologne, Italie | 1      | Israël                 |
| Qualification Amériques      | 31 mai - 5 juin 2021     | Floride, États-Unis      | 1      | États-Unis             |
| Tournoi qualificatif final   | 22-26 juin 2021          | Puebla, Mexique          | 1      | République dominicaine |
| TOTAL                        |                          |                          | 6      |                        |
| 2-17 novembre 2019           |                          |                          |        |                        |

## WBSC Premier 12
Les 12 meilleures équipes du classement de baseball masculin de la WBSC à la fin de 2018 sont qualifiées pour la Premier 12. Cependant, seules les équipes des Amériques, d’Asie et d’Océanie peuvent se qualifier pour les Jeux olympiques tout au long de ce tournoi. Le meilleur finisseur des Amériques obtient une place de quota, tout comme le meilleur finisseur d’Asie ou d’Océanie (à l’exception de l'hôte, le Japon).

## Qualification Afrique/Europe[2]
Une place est attribuée lors d’un tournoi de qualification continentale pour l'Afrique et l'Europe qui se tient en février 2020. Le tournoi réunit six équipes : les cinq premières du Championnat d'Europe de baseball 2019 et le vainqueur du Championnat d'Afrique de baseball 2019. La deuxième équipe de cette épreuve aura une autre opportunité de qualification lors de la dernière épreuve de qualification.
Le tournoi a vu l'Israël se qualifier pour les Jeux olympiques d'été de 2020.
| Pl. | Équipe             | J | V | D | %     |
| --- | ------------------ | - | - | - | ----- |
| 1   | Israël             | 5 | 4 | 1 | 0.800 |
| 2   | Pays-Bas           | 5 | 4 | 1 | 0.800 |
| 3   | République tchèque | 5 | 3 | 2 | 0.600 |
| 4   | Espagne            | 5 | 2 | 3 | 0.400 |
| 5   | Italie             | 5 | 2 | 3 | 0.400 |
| 6   | Afrique du Sud     | 5 | 0 | 5 | 0.000 |

### Qualification

#### Championnat d'Europe de baseball 2019
Les dix meilleures équipes du championnat d'Europe de baseball 2016 sont qualifiées automatiquement pour le tournoi. Deux équipes supplémentaires se qualifient via in tournoi secondaire.
| Pays-Bas     | 1re du championnat d'Europe de baseball 2016                        |
| Espagne      | 2e du championnat d'Europe de baseball 2016                         |
| Italie       | 3e du championnat d'Europe de baseball 2016                         |
| Allemagne    | 4e du championnat d'Europe de baseball 2016                         |
| Rép. tchèque | 5e du championnat d'Europe de baseball 2016                         |
| Belgique     | 6e du championnat d'Europe de baseball 2016                         |
| France       | 7e du championnat d'Europe de baseball 2016                         |
| Suède        | 8e du championnat d'Europe de baseball 2016                         |
| Royaume-Uni  | 9e du championnat d'Europe de baseball 2016                         |
| Croatie      | 10e du championnat d'Europe de baseball 2016                        |
| Autriche     | Vainqueur du groupe de qualification de Belgrade contre la Lituanie |
| TBD          | Vainqueur des séries éliminatoires 2019                             |

## Qualification Amériques
Une place est attribuée au gagnant du tournoi de qualification pour les Amériques qui se tient en février 2020. Ce tournoi met en vedette huit équipes. Toutes les équipes américaines qualifiées pour le Premier 12, mais qui ne se sont pas qualifiées via ce tournoi, ont une autre opportunité lors de cette épreuve de qualification. La compétition est complétée par les meilleures équipes des Jeux panaméricains de 2019 qui n'étaient pas admissibles au Premier 12. Les équipes classées deuxième et troisième dans cette épreuve auront une autre opportunité de qualification lors de la qualification finale

## Tournoi qualificatif final
Le dernier tournoi de qualification prévu en mars ou avril 2020 attribue la dernière place qualificative. Six équipes sont en compétition. Trois des équipes viennent des épreuves qualificatives ci-dessus (deuxième place en Afrique/Europe, deuxième et troisième places sur le continent américain). Deux autres places dans cette épreuve sont accordées aux deux meilleures équipes du championnat d'Asie de baseball 2019 qui ne se sont pas encore qualifiés pour les Jeux olympiques. Le vainqueur de l'épreuve qualificative 2019 Océanie obtient également une place dans ce tournoi.

### Qualification

#### Championnat d'Asie de baseball 2019
Les deux premiers du championnat d’Asie 2019 se qualifient pour le tournoi final de qualification olympique. Le championnat d'Asie est un tournoi à 8 équipes. Les équipes qualifiées pour le championnat Asie 2019 sont :
- Hong Kong (hôte)[4]
- Philippines (vainqueur de la Coupe d'Asie de l'Est 2018)[5]